# Tomášovo evangelium dětství
Nezaměňovat s Evangeliem podle Tomáše

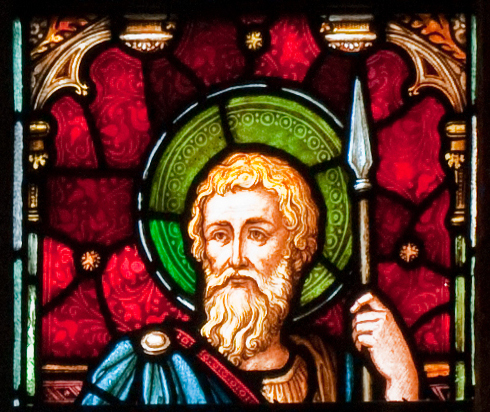
Tomášovo evangelium dětství

Tomášovo evangelium dětství (nazýváno také Pseudo-Tomášovo evangelium dětství) je starověký spis řazený mezi apokryfní evangelia a pseudoepigrafy. Za autora je v textu označen Tomáš Izraelský. Evangelium vzniklo pravděpodobně ve 2. nebo 3. století. Po jazykové stránce bylo dílo napsáno v obecné řečtině (koiné) a stylisticky je dílem ve své době jistě kontroverzním – autor líčí život Ježíše Nazaretského nespisovným jazykem až s prostořekou naivností. Z dochovaných přepisů Tomášova evangelia dětství se podařilo rekonstruovat dva paralelní texty – rukopis A a rukopis B.

## Autorství
Text se dovolává autorství Tomáše Malíka. Přímo se autor v textu za apoštola neoznačuje, přesto bývá spojován s apoštolem Tomášem, který podnikl misie mezi Parthy a Peršany a podle některých tradic se dostal až do Indie. V této souvislosti jsou vyzvedávány podobné prvky s indickou mytologií, gnosticismem a doketismem, interpretovány jsou však spíše jako „spontánní naivita tvůrce“ než jako „promyšlený propagandistický záměr“. Autor však musel být obeznámen jak s křesťanskou, tak i s židovskou tradicí, protože v textu můžeme najít například odkazy na šabat a pesach.

## Datace
Tomášovo evangelium dětství je tradičně řazeno do 2. či 3. století našeho letopočtu, nicméně stanovit dobu jeho sepsání jednoznačně je velmi obtížné. O jistém Tomášově evangeliu se zmiňují již Ireneus, Hippolytos a Origenes, což by ukazovalo na dataci do druhé poloviny 2. století, avšak autoři zde mohli mít na mysli ne Tomášovo evangelium dětství, nýbrž gnostický spis Tomášovo evangelium. Opřít se nemůžeme ani o dataci jazykovou, protože nám dostupné a dochované texty jsou pozdní opisy, které podle některých názorů mohou být i zpětnými překlady.

## Rukopisy
Tomášovo evangelium dětství se dochovalo v mnoha opisech na jejichž základě byly rekonstruovány dvě verze. Vědci se nemohou shodnout, ve kterém jazyce bylo původně Tomášovo evangelium dětství napsáno. Uvažuje se nad syrskou a řeckou verzí, jenže kvůli nedochovanosti originálů (k dispozici jsou jen jejich přepisy) není možné tento problém vyřešit jen stanovením stáří textu. Nejpravděpodobněji byl však originál řecký. Díky textové kritice a analýze rozlišujeme dvě verze řeckých rukopisů:
- Verze A - je starší a rozsáhlejší. Základem pro její rekonstrukci byly rukopisy Boloňský (15. století), Drážďanský (16. století) a Pařížský (15. století, pouze prvních 6 kapitol).
- Verze B - která je oproti verzi A mladší a stručnější, byla rekonstruována na základě rukopisu ze Sínajského kláštera (14./15. století).

## Překlady
Z počtu překladů Tomášova evangelia dětství můžeme usuzovat, že šlo o vcelku oblíbený text. Syrsko-arabský překlad ze 6. století byl předlohou Arabského a nejspíše i Arménského evangelia dětství, a v komentáři k francouzskému překladu je díky podobnému zpracování shodných témat pokládán za předlohu všech ostatních evangelií dětství. De Santos[zdroj?] se domnívá, že Staroslověnský překlad datovaný nejpozději do 11. století (shrnující různé staroslověnské verze Tomášova evangelia dětství) je odvozen z jediného řeckého pramene, který se pokusil zpětně přeložit. Mezi další překlady patří například překlad Hebrejský, Gruzínský, který je srovnatelný se syrským překladem, a Latinský z 5.-6. století, jenž je překladem Gruzínské verze.

## Obsah
Tomášovo evangelium dětství podává obraz Ježíše Nazaretského např. ne jako léčitele, ale spíše jako nevychovaného dítěte, které nemá zábrany připravovat lidi ve svém okolí o život. Všechny zázraky, které zde Ježíš koná, se dějí, protože on tak řekl. U oživení ptáčků i usmrcování lidí vyslovuje, aby se tak stalo. Ježíš v textu prochází vývojem od vrtkavého dítěte, kterému nezáleží na tom, koho a jak zraní, po rozumného chlapce, který se stará o lidi ve svém okolí.
Pro srovnání uvádím přehled obsahu podle překladů Petra Pokorného z Neznámých evangelií a Pavlíny Šípové v její diplomové práci Tomášovo evangelium dětství.
Kapitola I
Úvodní kapitola se od následujících liší jak stylisticky, tak obsahově, soudí se, že k textu byla připojena až později. V syrském rukopise není obsažena. V latinské verzi jsou uvedeny před první společnou kapitolou další tři, které popisují Ježíšovy zázraky v Egyptě.
Kapitola II
Pětiletý Ježíš si o šabatu hraje s dětmi u brodu (staví rybníčky, plácá ptáčky z hlíny, čistí zkalenou vodu slovem), což se nelíbí židům. Na jejich popud Josef Ježíše kárá, ten tedy řekne vrabčákům, aby odletěli. Těch dvanáct vrabčáků je v pozdějších textech spojováno s dvanácti apoštoly.
Kapitola IV
Kluk vrazí Ježíši do ramene a ten jej opět zabije slovem. Lidé se začínají divit jak to, že vše, co Ježíš řekne, se hned vyplní, zatímco rodiče dítěte si jdou stěžovat Josefovi s tím, že pokud se Ježíš nenaučí žít poklidně ve společnosti, musí odejít ze vsi.
Kapitola V
Josef si bere Ježíše stranou a napomíná jej, protože tím přivádí do těžkostí nejen vesnici, ale hlavně svou rodinu. Ti co si na něj stěžovali, oslepli a ti ostatní co to viděli, začali rozhlašovat, že Ježíš koná zázraky. Na to se Josef, po tom co Ježíš oslepil některé lidi, rozzlobil a vynadal mu. V Neznámých evangeliích mu ale Ježíš odpovídá, že vlastně ani není jeho syn, tak ať ho nechá být, oproti tomu P. Šípová pasáž překládá tak, že Ježíši v podstatě s Josefem dochází trpělivost, ale nepodnikne nic, aby jej ranil.
Kapitola VI
Stylisticky se liší od ostatních kapitol stejně jako kapitola I. – Ježíš zde promlouvá dospěle a povzneseně po tom, co se choval hrubě.
Učitel Zacheus (Zachaiáš) se podivuje nad chováním Ježíše a nabídne Josefovi aby dal Ježíše k němu do učení. Učitel vysvětluje Ježíšovi písmena abecedy, ale ten se na něj rozzlobí, jak chce učit o písmenu B, když nezná podstatu A. Učitel není schopen slova, když Ježíš začne vysvětlovat proč má A (v Drážďanském a Boloňském rukopise se mluví o písmenech alfa, beta a omega – řecká abeceda; v Pařížském rukopise jsou uvedené alef, beth a gimel – hebrejská abeceda) takový tvar ,jaký má.
Staroslověnský rukopis obsahuje navíc pasáž s gnostickými prvky, která je dle De Santose starší než řecká verze A. Josef si stěžuje učiteli, že s Ježíšem to není vůbec jednoduché, ten to slyší a dává Josefovi za pravdu. Pětiletý Ježíš říká, že zde byl první, dřív než ostatní lidé a bude zde pořád, nikdo neví, kdo je on, zatímco on ví, kdo jsou všichni ostatní – kdy se narodili a kde zemřou. Říká, že učitel by se měl od něj učit jak být dokonalý, ne naopak. Židé co to slyšeli, o něm mluví jako o zázraku, protože mluví lépe než kněz ,a Ježíš jim vyčítá, že se sice diví, ale nevěří.
Kapitola VIII
Ježíš říká že přišel z nebe, aby všechny „zatratil a pak povznesl“, když domluvil, všichni, které proklel, se uzdravili a oživli. Od té doby se jej všichni báli.
Kapitola XV.
Další příběh o snaze učit Ježíše. Když Ježíš začne číst knihu, promlouvá z něj duch svatý. Učitel uzná Ježíšovu moudrost a ten který zemřel v XIV kapitole oživne.
Kapitola XVII
U sousedů zemřelo dítě a jeho matka strašlivě naříkala, Ježíš tam běžel, dítě přivedl zpět k životu tím, že mu položil ruku na hruď a všichni lidé říkali, že musí být Bůh nebo boží posel. Zde se konečně setkáváme s jasnou proměnou přístupu obce k Ježíši, který přestává být hrozbou a naopak si získává vděk lidí skrze dobré skutky.
Kapitola XVIII
Na stavbě zemřel člověk, Ježíš ho oživil a lidé „…užasli a říkali: ‚Ten kluk přišel z nebe. Kolik lidí už zachránil před smrtí a ještě může zachránit během života!‘“
Kapitola XIX
Kapitola popisuje Ježíšovo setkání s mudrci v chrámu o svátku Velikonoc, kde ve věku dvanácti let strávil více než tři dny, dokud jej rodiče nenašli.

## Paralely v jiných textech

### Kanonická evangelia
Přestože se Tomášovo evangelium dětství zabývá dětstvím Ježíše až zhruba do věku 12 let, nezabývá se otázkou jeho početí, jako je tomu například u evangelií podle Matouše či Lukáše. K tomuto tématu se blíží pouze Ježíšovy narážky, že Josef není jeho otec.
Kapitola XIX v Tomášově evangeliu dětství je shodná s pasážemi v Lukášově evangeliu.

### Korán
Příhoda s hliněnými ptáčky se objevuje i v Koránu, přestože oproti evangeliu dětství zde není výslovně uveden Ježíšův věk:
Korán 3:49 – „Utvořím pro vás z hlíny něco podobného ptáku a vdechnu tomu život, a stane se to skutečným ptákem z dovolení Božího. A vyléčím slepého i malomocného a vzkřísím mrtvé z dovolení Božího. A sdělím vám, co jíte a co shromažďujete v příbytcích svých. A věru je v tomto pro vás znamení, jste-li věřící.“
Korán 5:110 – [Bůh:] „... naučil jsem tě Písmu, moudrosti, Tóře i Evangeliu; a když vytvořils z hlíny podoby ptáků z dovolení Mého a dýchls na ně a staly se ptáky skutečnými z dovolení Mého; ...“

#### Prameny
- Pseudo-Tomášovo evangelium dětství. přel. Peňáz, Petr. In: DUS, Jan; POKORNÝ, Petr. Novozákonní apokryfy I: Neznámá evangelia. Praha: Vyšehrad, 2006. ISBN 80-7021-839-8. S. 275–286.
- ŠÍPOVÁ, Pavlína. Tomášovo evangelium dětství. Brno, 1999.  Diplomová práce. Filozofická fakulta Masarykovy univerzity. Vedoucí práce Antonín Bartoněk.
- Korán. Praha: Academia, 2000.

#### Sekundární literatura
- DUS, Jan; POKORNÝ, Petr. Novozákonní apokryfy I: Neznámá evangelia. Praha: Vyšehrad, 2006. ISBN 80-7021-839-8. S. 275–286.
- ŠÍPOVÁ, Pavlína. Tomášovo evangelium dětství. Brno, 1999.  Diplomová práce. Filozofická fakulta Masarykovy univerzity. Vedoucí práce Antonín Bartoněk.